# Sisyropa madecassa
Sisyropa madecassa är en tvåvingeart som beskrevs av Louis-Paul Mesnil 1944. Sisyropa madecassa ingår i släktet Sisyropa och familjen parasitflugor.
Artens utbredningsområde är Madagaskar. Inga underarter finns listade i Catalogue of Life.